# 厚腕真寄居蟹
厚腕真寄居蟹（学名：Dardanus crassimanus）为活額寄居蟹科真寄居蟹屬下的一个种。